# グレグ・ホーゲン
グレグ・ホーゲン（Greg Haugen、1960年8月31日 - 2025年2月23日）は、アメリカ合衆国の男性プロボクサー。ワシントン州オーバーン出身。元IBF世界ライト級王者。元WBO世界スーパーライト級王者。世界2階級制覇王者。

## 来歴
1982年11月4日、プロデビュー。
1986年5月23日、18戦目でNABF北米ライト級王座を獲得した。
1986年12月5日、20戦目でIBF世界ライト級王者ジミー・ポールに挑戦し、15回判定勝ちで無敗のまま世界王座を獲得した。
1987年6月7日、初防衛戦でビニー・パジェンサと対戦し、15回判定負けで王座から陥落した。1988年2月6日、パジェンサと再戦し、15回判定勝ちで王座に返り咲いた。同王座はミゲール・サンタナ、ゲルト・ボー・ヤコブセン相手に2度の防衛に成功した。
1989年2月18日、3度目の防衛戦でパーネル・ウィテカーと対戦し、12回判定負けで王座から陥落した。
1990年8月5日、ビニー・パジェンサとラバーマッチで対戦し、10回判定負け。
1991年2月23日、1階級上のWBO世界スーパーライト級王者ヘクター・カマチョに挑戦し、12回判定勝ちで2階級制覇に成功したが、同王座は剥奪された。
1991年5月18日、WBO世界スーパーライト級王座決定戦でカマチョと再戦し、12回判定負けで王座返り咲きならず。
1992年4月3日、NABF北米スーパーライト級王座決定戦でレイ・マンシーニと対戦し、7回KO勝ちで王座を獲得した。
1993年2月20日、WBC世界スーパーライト級王者フリオ・セサール・チャベスに挑戦し、5回TKO負けで王座獲得ならず。敵地・メキシコシティのアステカ・スタジアムで開催されたこの試合は観客動員13万人を記録した。
1998年3月27日、WBF世界ウェルター級王座決定戦でポール・ネイブと対戦し、12回判定負けで王座獲得ならず。同年11月20日、ネイブと再戦し、12回判定勝ちで王座を獲得した。
1999年12月17日、初防衛戦でポール・ネイブとラバーマッチで対戦し、12回判定ドローで王座を防衛したが、ドラッグテストで陽性となり無効試合となった。結局、この試合を最後に引退した。
2025年2月23日、長い大腸がんとの闘病の末にアリゾナ州ツーソンにおいて死去した。64歳没。

## 獲得タイトル
- 第4代IBF世界ライト級王座（防衛0）
- 第6代IBF世界ライト級王座（防衛2）
- 第2代WBO世界スーパーライト級王座（防衛0）